# Саборна црква Светог Ђорђа у Призрену
Саборни храм Светог Ђорђа у Призрену је саборни храм српске православне Епархије рашко-призренске. Заједно са Владичанским двором и оближњом старом црквом Светог Ђорђа чини комплекс око средишта епархијске управе у Призрену. Темељи храма положени су 1856. године, а изградња је довршена 1887. године, када је храм и освештан.

## Историја
Првобитни катедрални храм призренских епископа и митрополита била је древна црква Богородице Љевишке, задужбина српског краља Стефана Милутина (1282-1321). За време турске власти, Богородица Љевишка је одузета од православних Срба и претворена у џамију, а функцију катедралног храма Призренске епархије привремено је преузела стара црква Светог Ђорђа у Призрену. Ова црква је била невелика, а самим тим и неподобна за катедрални храм, тако да се током прве половине 19. века започело са припремама за изградњу новог и већег саборног храма. Ову замисао није било лако спровести у дело, првенствено због великих издатака, као и због отпота од стране локалних турских званичника. Дозвола за изградњу добијена је тек 1855. године, а темељ храма је положен на Илиндан 1856. године.
Изградња храма била је оптерећена бројним потешкоћама, првеснтвено грађевинско-техничке и новчане природе, као и додатним потешкоћама које су проустицале из нестабилних политичких прилика. Храм је довршен тек 1887. године, када је обављено и свечано освештење. Тиме је заокружена архитектонска целина коју су у средишту епархијске управе чинили: Владичански двор, нови Саборни храм Светог Ђорђа и оближња Стара црква Светог Ђорђа.
Тешкоће у изградњи храма биле су одраз бројних проблема са којима су се суочавали православни Срби на подручју Рашко-призренске епархије, у коју је Цариградска патријаршија по правилу слала архијереје несрпске народности. Такво стање трајало је све до 1896. године, када је за новог рашко-призренског митрополита постављен Дионисије Петровић (1896-1900). Његовим доласком у Призрен испуњен је један од глвних захтева православних Срба у областима Рашке, Косова и Метохије, који су деценијама уназад тражили да им се уместо Грка-фанариота постављају владике српске народности. За време владике Дионисија и његовог наследника Нићифора Перића (1901-1911), настављени су радови на унутрашњем опремању новоподигнутог храма и уређењу читавог комплекса у средишту епархијске управе.
Велика прекретница у историји храма и епархије означена је ослобођењем Призрена на самом почетку Првог балканског рата (1912—1913). Након уласка војске Краљевине Србије у град, у храму су држана свечана богослужења, а почетком 1913. године за администратора епархије постављен је прота Стеван Димитријевић. Пошто је стари саборни храм Богородице Љевишке непосредно након ослобођења поново претворен у цркву, већ тада се почело постављати питање о измештању архијерејске катедре из новог храма Светог Ђорђа, ради њеног враћања у древну задужбину краља Милутина. Решавање ових и осталих питања морало је бити обустављено због избијања Првог светског рата. Након уједињења свих српских црквених покрајина 1920. године, саборни храм Светог Ђорђа је ипак задржао функцију катедралног храма Рашко-призренске епархије.
У овај храм је након Првог светског рата (1922. године) пренет иконостас Ћипровачке-Светониколајевске цркве апостола Петра и Павла из Сентандреје. Ово значајно дело српске барокне уметности рађено је око 1720. године. Значајна збирка српских рукописних и штампаних књига, међу којима и Пергаментно јеванђеље из 13. века, пронађена је у Саборној цркви 1985. године. Црква је имала звоно које је граду поклонио краљ Петар I Карађорђевић приликом ослобађања од Турака, 17. октобра 1912. године.
За време Другог светског рата, српско православно становништво у Призрену и на целокупном подручју Косова и Метохије тешко је пострадало. Читаву област Метохије, укључујући и Призрен, запосела је италијанска војска, уз помоћ албанских одреда. Већ на самом почетку окупације, албански одреди су започели са спровођењем систематских прогона српског становништва у Призрену и унуштавања српске историјске баштине. Ови злочини су убрзо попримили размере геноцида. На подручју Косова и Метохије похаран је и разорен велики број српских православних храмова, а преостали су били затворени. Током ратних година, знатна оштећења претрпео је и Саборнм храму у Призрену.

## Мартовски погром 2004. године и обнова
Током Мартовског погрома 2004. године, Саборни храм Светог Ђорђа у Призрену је тешко пострадао. Албанци су ову цркву прво запалили, а потом минирали. Након многих потешкоћа, храм је током наредних година постепено обнављан. У њему је 26. децембра 2010. године извршен свечани чин увођења у трон новоизабраног епископа рашко-призренског Теодосија. Новог владику је устоличио патријарх српски Иринеј уз саслужење четрнаест српских архијереја и преко седамдесет свештенослужитеља. Овим свечани чином наглашен је историјски значај Саборног храма Светог Ђорђа у Призрену и потврђена је његовоа функција катедралног епархијског храма.
У јулу 2012. године, храм је посетио Бан Ки-Мун, генерални секретар ОУН. У марту 2016. године, у пратњи рашко-призренског епископа Теодосија, храм је посетила висока британска делегација коју је предводио престолонаследник Чарлс, принц од Велса.